# Aruba na letnich igrzyskach olimpijskich
Reprezentanci Aruby występują na letnich igrzyskach olimpijskich od 1988 roku. Do tej pory wystartowali na wszystkich Igrzyskach.
Dotychczas Aruba nie zdobyła żadnego medalu podczas letnich igrzysk olimpijskich.

## Klasyfikacja medalowa
| Miejsce             |   |   |   | Razem |
| ------------------- | - | - | - | ----- |
| 1988 Seul           | 0 | 0 | 0 | 0     |
| 1992 Barcelona      | 0 | 0 | 0 | 0     |
| 1996 Atlanta        | 0 | 0 | 0 | 0     |
| 2000 Sydney         | 0 | 0 | 0 | 0     |
| 2004 Ateny          | 0 | 0 | 0 | 0     |
| 2008 Pekin          | 0 | 0 | 0 | 0     |
| 2012 Londyn         | 0 | 0 | 0 | 0     |
| 2016 Rio de Janeiro | 0 | 0 | 0 | 0     |
| 2020 Tokio          | 0 | 0 | 0 | 0     |

## Medaliści letnich igrzysk olimpijskich pochodzących z Aruby

### Złote medale
Brak

### Srebrne medale
Brak

### Brązowe medale
Brak